# Episodi di New Tricks - Nuove tracce per vecchie volpi (prima stagione)
Per la prima serie di New Tricks - Nuove tracce per vecchie volpi vennero scritturati 7 episodi. In Italia la serie televisiva debuttò su LA7 dal 26 agosto 2006.
| nº | Titolo originale    | Titolo italiano            | Prima TV UK    | Prima TV Italia  |
| -- | ------------------- | -------------------------- | -------------- | ---------------- |
| 1  | The Chinese Job     | Pilota                     | 27 marzo 2003  | 26 agosto 2006   |
| 2  | ID Parade           | Una rapina finita male     | 1 aprile 2003  | 2 settembre 2006 |
| 3  | Painting On Loan    | La collezione della regina | 8 aprile 2003  | 2 settembre 2006 |
| 4  | 1984                | Il segreto di Josh         | 15 aprile 2003 | 2006             |
| 5  | Good Work Rewarded  | Regali misteriosi          | 22 aprile 2003 | 2006             |
| 6  | Home Truths         | Tre donne scomparse        | 29 aprile 2003 | 2006             |
| 7  | Talking To The Dead | I due sensitivi            | 6 maggio 2003  | 2006             |